# Асоціації бізнес‑шкіл Центральної та Східної Європи
Асоціації бізнес‑шкіл Центральної та Східної Європи була заснована в 1993 році з метою сприяння розвитку менеджменту та розвитку управлінської освіти в регіоні ЦСЄ. На даний момент її членство виросло далеко за межі регіону ЦСЄ, включаючи понад 200 членів (бізнес-школи, університети, центри розвитку менеджменту, національні, регіональні та міжнародні асоціації, корпорації та приватні особи) з більш ніж 51 країни, у тому числі із Західної Європи, обидві. Америки, Африки та Азії.

## Діяльність
Основні напрямки діяльности асоціації включають освітні програми для викладачів та співробітників закладів розвитку менеджменту (таких як IMTA - Міжнародна академія викладачів менеджменту та семінар з управління програмами, Міжнародна акредитація якості (IQA), міжнародні конференції, сприяння написанню кейсів та використанню кейс-методу в управлінській освіті в ЦСЄ, сприяння міжнародній співпраці та спільним проектам між установами-членами тощо.

## Співпраця
CEEMAN співпрацює з Радою EMBA (Рада Executive MBA),  Європейським фондом розвитку менеджменту (EFMD), Асоціацією MBA (AMBA), Асоціацією для розвитку університетських шкіл бізнесу (AACSB International) та рядом інших міжнародних та регіональних асоціацій розвитку менеджменту.
CEEMAN є членом керівного комітету ініціативи PRME – Principles for Responsible Management Education і очолює її робочу групу з бідності як виклику управлінській освіті.
У 2009 році CEEMAN у співпраці з компанією TMK Lab зі Словенії та Школою менеджменту IEDC-Bled заснували Challenge Future  – глобальний молодіжний аналітичний центр та змагання з інновацій та стійкості. Проект пропонує різноманітні можливості для залучення молоді до змагань та спеціалізованих конкурсів з питань, пов’язаних із стійкістю, дискусійних груп, дійових команд або відділень у місцевих університетах, і до 2011 року залучив близько 18 000 членів із 200 країн.
З 1998 року асоціація організовує міжнародний конкурс з написання справ. Станом на 2007 рік це було в партнерстві з Emerald, незалежним видавцем глобальних досліджень.

## Акредитація
Створена в 1998 році Міжнародна акредитація якості (IQA) зосереджена на задоволенні потреб шкіл менеджменту. CEEMAN модифікував свою схему акредитації IQA у 2007 році за допомогою нових процедур оцінювання, щоб заохотити школи зосередитися на доставці та розробці якісних освітніх продуктів у своєму специфічному середовищі та контексті.